# Neuchâtel (distrikt)
Neuchâtel (franska: District de Neuchâtel) var ett distrikt i kantonen Neuchâtel i Schweiz. Det upphörde, liksom övriga distrikt i kantonen, den 31 december 2017.
Det låg i kantonen Neuchâtel, i den västra delen av landet, 40 km väster om huvudstaden Bern. Antalet invånare var 53 323.  Arean var 80 kvadratkilometer. 

## Geografi

### Indelning
Neuchâtel var indelat i nio kommuner när det upphörde:
- Cornaux
- Cressier
- Enges
- Hauterive
- La Tène
- Le Landeron
- Lignières
- Neuchâtel
- Saint-Blaise